# NGC 1653
NGC 1653 je galaksija u zviježđu Eridanu.

## Vanjske poveznice
- SEDS: NGC 1653